# アルバ・ロンガ
アルバ・ロンガ (Alba Longa) は、古代イタリア半島中部のラティウム地方にあったとされるラテン人の都市国家。ローマの南東アルバーノ山地に位置したと考えられている。
その名はラテン語で「長く白い都市」を意味する。

## 伝承
ローマの建国伝説によれば、トロイアの英雄アエネアスはイタリア半島に到着後、ラティウムの王ラティヌスの娘ラウィニアを娶って新市ラウィニウムを創建したとされる。その子アスカニウス（ユルス）がラウィニウムを義母ラウィニアに譲ったあと建設した都市がアルバ・ロンガである。
アスカニウスのあとアルバの王位はアエネアスとラウィニアの息子のシルウィウスが継ぎ、以降アルバの王家は「シルウィウス」を名乗った。アスカニウスから数えて12代目の王プロカの死後、その息子ヌミトルとアムリウスの間で王位継承の争いが起こり、弟のアムリウスが王位を簒奪する。しかしヌミトルの娘レア・シルウィアの産んだ双子の兄弟ロムルスとレムスは祖父の復位に協力し、アムリウスは倒されヌミトルがアルバ王となる。双子の兄弟はアルバの住人の一部を率い新たな都市を作るためアルバを去り、紀元前753年にロムルスによってローマ市が創建された。
ローマの3代目の王トゥッルス・ホスティリウスは戦争を好む人物でアルバ・ロンガに戦争を仕掛けた。このときのアルバの王はガイウス・クルウィリウスであった。クルウィリウスはローマの近郊にまで進軍して陣を構えたがここで急死し、その後はメッティウス・フフェティウスが指揮を担当した。その後有名なホラティウス三兄弟とクリアティウス三兄弟による決闘が行なわれてローマ側が勝利し、アルバはローマに従った。しかしメッティウスはやがて戦場での裏切りを画策した末に処刑され（フィデナエの戦い）、ホスティリウスによってアルバは破壊された。アルバの住民はすべてローマのカエリウス丘に移された。
この移住の際、ユリウス氏族をはじめとする多くのアルバの貴族がローマの貴族に加わり、かつてティトゥス・タティウスのサビニ人たちがローマ人と統合したように、アルバ人もローマ人と一つになったといわれている。

## アルバ王
アルバ・ロンガの王の名前は、初代アスカニウスとそれに続くシルウィウス、ローマ創建直前に登場するロムルスの曽祖父プロカ（プロカス）、アムリウス、ヌミトルの名前と順番は動かないものの、その間に登場する他の王については複数の伝承がある。
ウェルギリウスでは、アスカニウスとシルウィウスのあと、とくに順序を指定せず、プロカス、カピュス、ヌミトル、シルウィウス・アエネアスの名を挙げているのみである。
オウィディウスは、プロカまでに、アスカニウス、シルウィウス、ラティヌス、アルバ、エピトゥス、カピュス、カペトゥス、ティベリヌス、レムルス、アクロタ、アウェンティヌスの名を挙げている。このうちレムルスとアクロタは兄弟で兄がレムルスとしている。
ティトゥス・リウィウスの伝承では、アスカニウス、シルウィウス、アエネアス・シルウィウス、ラティヌス・シルウィウス、アルバ、アティス、カピュス、カペトゥス、ティベリヌス、アグリッパ、ロムルス・シルウィウス、アウェンティヌスとなっている。
ハリカルナッソスのディオニュシオスではアスカニウス、シルウィウス、アエネアス・シルウィウス、ラティヌス・シルウィウス、アルバス、カペトゥス、カピュス、カルペトゥス、ティベリヌス、アグリッパス、アッロディウス、アウェンティヌス、プロカスとなっている。

## 考古学

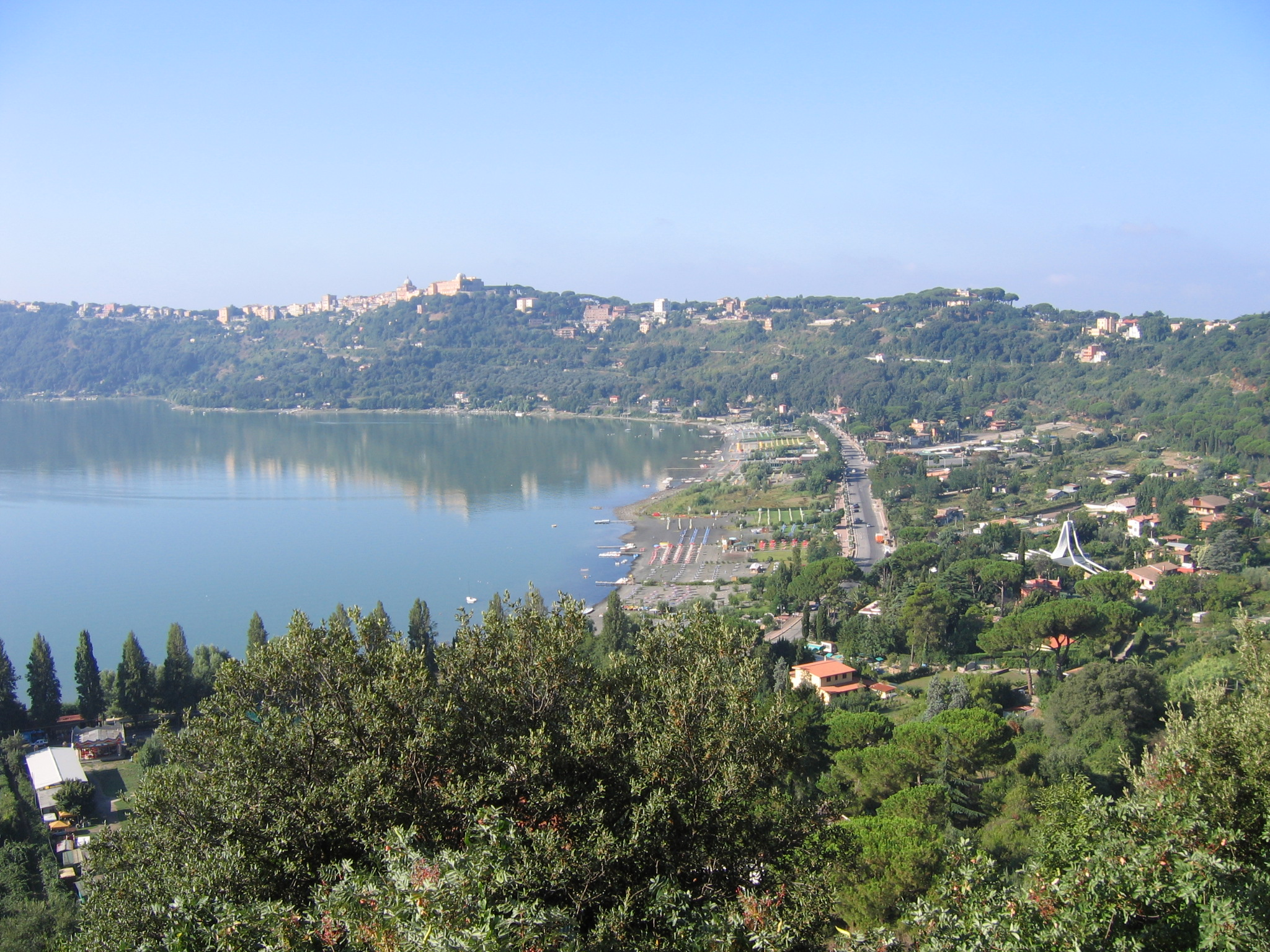
カステル・ガンドルフォは、長らくアルバ・ロンガに比定されてきた。

従来、アルバ・ロンガはローマ南東約 30 kmに位置するアルバーノ湖周辺にあるカステル・ガンドルフォと考えられてきた。しかし、最近の考古学の成果によると、アルバーノ山地は人口の多い豊かな山地であったが、住居址は分散している。そのため、今日ではアルバ・ロンガは集落の連盟を指す名称にすぎず、中心となる都市は存在しなかったと考え、「アルバ・ロンガは存在しなかった」と主張する研究者もいる。
古くからラテン人のあいだでは、例年、アルバーノ山地にあるカーヴォ山山頂の神殿で、ユピテル・ラティアリス神を祀るアルバ連盟の大祭が催されていた。この大祭がアルバーノ山地にアルバ・ロンガがあったと想定させたようである。古代の人々が、アルバ・ロンガの候補地として、いくつかの異なる地を挙げている事実は、上記の考古学の成果と一致している。